# دوري كرة القدم الغربي 1893–94
دوري كرة القدم الغربي 1893–94 (بالإنجليزية: 1893–94 Bristol & District League)‏ هو موسم من دوري كرة القدم الغربي ‏. فاز فيه Warmley F.C. ‏.